# Ключ 121
Ключ 121 (трад. и упр. 缶) — ключ Канси со значением «кувшин»; один из 29, состоящих из шести штрихов.
В словаре Канси есть 77 символов (из 49 030), которые можно найти c этим радикалом.

## История
Древняя идеограмма изображала некий сосуд, накрытый крышкой.
Иероглиф, произошедший от этой пиктограммы, обозначает «глиняная амфора».
В качестве ключевого знака используется редко .

Вид в Цзягувэнь
Вид в большой печати Чжуаньшу
Вид в малой печати Чжуаньшу

В словарях находится под номером 121.

## Примеры иероглифов
| Доп. штрихи | Иероглифы |
| ----------- | --------- |
| 0           | 缶        |
| 2           | 缷        |
| 3           | 缸        |
| 4           | 缹 缺 缼  |
| 5           | 缻 缽     |
| 6           | 缾 缿 罀  |
| 8           | 罁 罂     |
| 10          | 罃        |
| 11          | 罄 罅 罆  |
| 12          | 罇 罈 罉  |
| 13          | 罊 罋     |
| 14          | 罌        |
| 15          | 罍        |
| 16          | 罎 罏     |
| 18          | 罐        |

- Примечание: Ваш браузер может отображать иероглифы неправильно.